# Tatamailau
Tatamailau, även kallad Monte Ramelau, är Östtimors högsta berg och på ön Timor. Berget är 2 986 högt och ligger ca 70 kilometer söder om huvudstaden Dili. När Östtimor var en portugisisk koloni (fram till 1975) kallades Tatamailau för Portugals högsta berg.

## Miljö

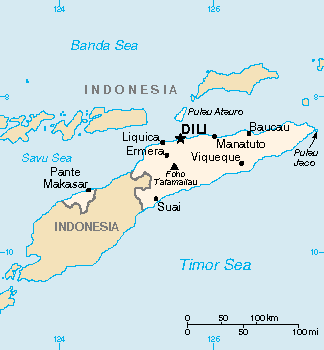
Tt-map

I början på 1980-talet var Tatamailau till största delen skogklätt och väl känt av Birdlife International som ett viktigt fågelskyddsområde för flera endemiska arter. Sedan dess avskogningen varit i det närmaste total.

## Bestigning av berget
Bestigning av berget kan ske från staden Hato Bolic tre kilometer nordost om toppen eller från byn Aimeta sex kilometer norr. Från båda hållen är det ca 900 meters höjdskillnad. Från Hato Bolic går en pilgrimsled till en staty av Jungfru Maria på bergets topp.